# E601 (trasa europejska)
E601 - oznaczenie europejskiej trasy kategorii B wiodącej z miejscowości Niort do La Rochelle. Długość trasy wynosi 62 km.
Przebieg trasy: Niort – La Rochelle